# مبرهنات عدم الاكتمال لغودل

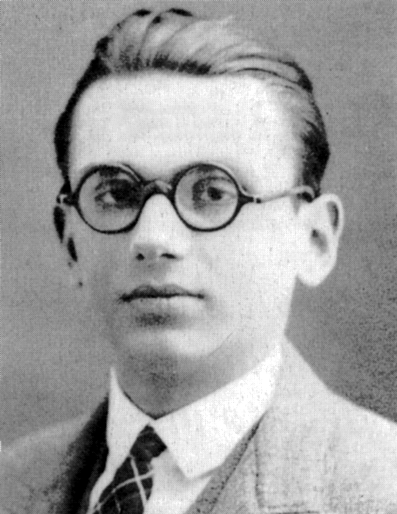

مبرهنات عدم الاكتمال لغودل هما مبرهنتان في المنطق الرياضي برهنَ عليهما كورت غودل في عام 1931. وهما نظريتان تنصّان على حدود جميع الأنظمة الشكلية في الحساب.
تعتبر هاتان النظريتان مهمتين في فلسفة الرياضيات، وتستخدمان لإثبات استحالة إيجاد مجموعة كاملة من البديهيات لكل علم الرياضيات ببرنامج هيلبرت، ممَّا يعطي جواباً سلبياً -بالتالي- لمسألة هلبرت الثانية.

## مبرهنة عدم الاكتمال الأولى
تنص مبرهنة عدم الاكتمال الأولى لغودل على ما يلي:
أي نظرية مولدة بشكل كفؤ قادرة على التعبير عن الحساب الابتدائي لا يمكن أن تكون كاملة وراسخة في وقت واحد. على وجه الخصوص، توجد مقابل كلّ نظرية راسخة مولدة بشكل كفؤ (والتي تبرهن حقيقة حسابية بسيطة) عبارة حسابية أخرى تكون محققة ولكنها غير مبرهنة بالنظرية.

### فيتغنشتاين وغودل
انظر لودفيش فيتغنشتاين.